# 1916 en Suisse
Chronologie de la Suisse
- 1912
- 1913
- 1914
- 1915
- 1916
- 1917
- 1918
- 1919
- 1920

Chronologie de la Suisse
1915 en Suisse - 1916 en Suisse - 1917 en Suisse

## Gouvernement au1erjanvier 1916
- Conseil fédéral:[1]
  - Camille Decoppet PRD, président de la Confédération
  - Edmund Schulthess PRD, vice-président de la Confédération
  - Felix-Louis Calonder PRD
  - Arthur Hoffmann PRD
  - Giuseppe Motta PDC
  - Ludwig Forrer PRD
  - Eduard Müller PRD

## Évènements

### Janvier
Jeudi 27 janvier 
- Incident devant le consulat allemand de Lausanne. Le drapeau hissé à l’occasion de l’anniversaire de l’empereur Guillaume II est arraché par un ressortissant français qui échappe à son arrestation en regagnant son pays.

### Février
Vendredi 4 février 
- Le Conseil fédéral ordonne un recensement de tous les Suisses, de 16 à 60 ans, exemptés du service militaire mais capables de manier une arme à feu.

 Samedi 5 février 
- Ouverture du Cabaret Voltaire à Zurich par le poète allemand Hugo Ball. Il deviendra le lieu de rencontre des adeptes du mouvement de contestation culturelle Dada.

 Mardi 8 février 
- Le Conseil fédéral instaure le monopole d’importation sur le sucre. Les réserves nationales sont séquestrées et les prix maximums sont fixés selon les variétés.

 Lundi 28 février 
- Épilogue de l’affaire des colonels Karl Egli et Friederich Moritz von Wattenwyl, accusés d’avoir transmis des informations secrètes aux attachés militaires allemands et austro-hongrois. Le tribunal militaire divisionnaire V les déclare non coupables sur le plan pénal et les renvoie à l'autorité militaire pour une mesure disciplinaire.

### Mars
Dimanche 5 mars 
- Décès à Lausanne, à l’âge de 60, du médecin Charles Secrétan.

 Vendredi 31 mars 
- Bombardement de Porrentruy (JU) par des avions allemands.

### Avril
Dimanche 24 avril 
- Début de la Deuxième conférence socialiste internationale à Kiental en présence de Lénine.

### Mai
Mardi 9 mai 
- Élection complémentaire à Fribourg. Ernest Perrier (PDC) est élu au Conseil d’État.

 Mardi 30 mai 
- Décès à Thoune (BE), à l’âge de 61 ans, de Caspar Decurtins, cofondateur de l’Université de Fribourg.

### Juin
Mercredi 28 juin 
- Un wagon déraille en gare de Berne-Ausserholligen. Un passager est tué, vingt sont blessés.

### Juillet
Dimanche 16 juillet 
- Manifestation antimilitariste lors du concert d’une fanfare militaire à La Chaux-de-Fonds (NE).

### Août
Mercredi 2 août 
- Le Gouvernement de Bâle-Ville décide d’organiser à Bâle dès l’an prochain une Foire suisse d’échantillons.

 Mercredi 30 août 
- Accord franco-allemand de Berne selon lequel l'exécution de peines prononcées par les principaux tribunaux militaires, soit en France, soit en Allemagne, contre des prisonniers de guerre à l'occasion de délits commis avant cette date, serait suspendue jusqu'à la conclusion de la paix.

### Septembre
Samedi 2 septembre 
- La Suisse signe un contrat avec le Reich allemand pour obtenir la garantie des livraisons de charbon.

 Lundi 18 septembre 
- Le Conseil fédéral approuve le projet d’un impôt sur les bénéfices de guerre.

### Octobre
Lundi 30 octobre 
- Fondation du Cercle ouvrier lausannois dans le but de fournir des lieux de réunion, un café-restaurant et des logements à la population ouvrière et aux organisations syndicales.

### Novembre
Mercredi 1er novembre 
- Prolongement jusqu’à Farvagny de la ligne de trolleybus Fribourg-Posieux.

 Mardi 7 novembre 
- Décès à Zurich, à l’âge de 71 ans, de Marie Heim-Vögtlin, première femme médecin de Suisse.

 Mercredi 15 novembre 
- Décès à Vevey (VD), à l’âge de 70, de l’écrivain polonais Henryk Sienkiewicz, lauréat du Prix Nobel de littérature en 1905.

 Samedi 25 novembre 
- Le Conseil fédéral offre aux cantons des denrées à prix réduit, à vendre aux nécessiteux, incapables de soutenir les hausses des prix.
- Décès à Zurich, à l’âge de 66 ans, d’Eduard Züblin, pionnier des ponts métalliques.

### Décembre
Vendredi 22 décembre 
- Le Conseil fédéral offre les bons offices de la Suisse aux belligérants.